# Fenton (Staffordshire)
Fenton è una delle sei comunità che, aggregate, formano la città di Stoke-on-Trent, nella contea dello Staffordshire, in Inghilterra.